# Cedar Township (comté de Dade, Missouri)
Pour les articles homonymes, voir Cedar Township.
Cedar Township est un township du comté de Dade dans le Missouri, aux États-Unis,.
Il est baptisé en référence à la communauté de Cedarville (en).

## Source de la traduction
- (en) Cet article est partiellement ou en totalité issu de l’article de Wikipédia en anglais intitulé « Cedar Township, Dade County, Missouri » (voir la liste des auteurs).